# CubeSat for Solar Particles
Il CubeSat for Solar Particles (CuSP) è una sonda spaziale in formato nanosatellite che studierà le particelle dinamiche e i campi magnetici che scorrono dal Sole.
CuSP è un nanosatellite 6U CubeSat a basso costo che, una volta dispiegato, orbiterà il Sole, misurando le radiazioni che generano un'ampia varietà di effetti sulla Terra, da semplici interferenze radio a rotture nell'elettronica satellitare. Il principale ricercatore del CuSP è Mihir Desai, presso il Southwest Research Institute di San Antonio, Texas. Verrà lanciato come carico secondario sul primo volo dello Space Launch System, Exploration Mission 1 (EM–1) previsto nel novembre 2022.

## Obiettivo

In questa rappresentazione artistica (non in scala) è raffigurata la sonda nello spazio interplanetario, tra il campo geomagnetico e il campo magnetico solare

Per creare una rete di stazioni meteorologiche ci sarebbe bisogno di molti strumenti sparsi in tutto lo spazio a milioni di km di distanza dalla Terra, e il costo di tale sistema sarebbe proibitivo. Anche se i CubeSat sono capaci di trasportare solo alcuni strumenti ciascuno, sono relativamente poco costosi da lanciare a causa della loro piccola massa e del design standardizzato. Così, il CuSP fungerà anche da prova per la creazione di una rete di stazioni spaziali scientifiche.

## Carico

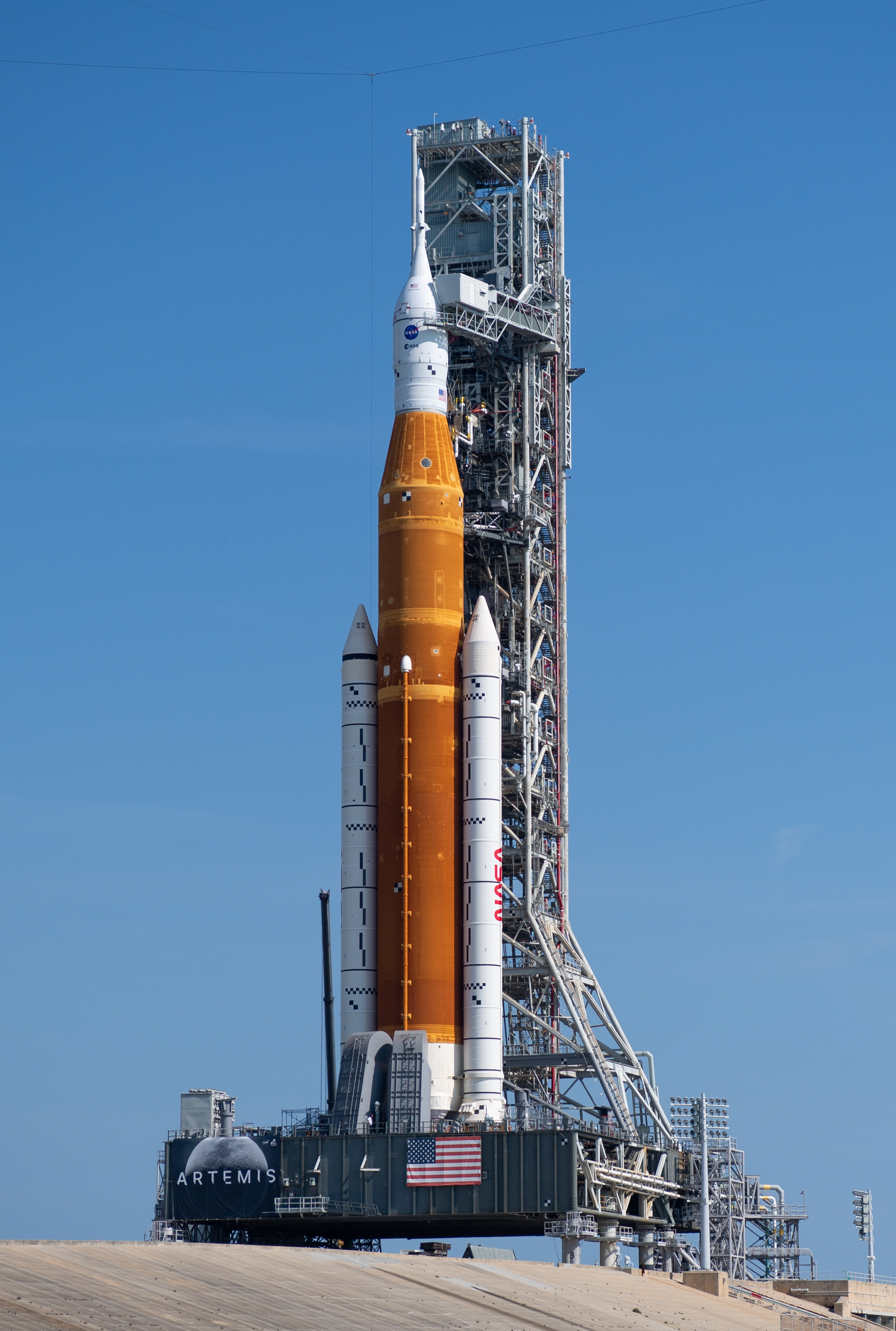
SLS Block 1 sulla rampa di lancio 39B, il volo che ha portato il CuSP ed altri CubSat nello spazio, nel novembre 2022.

Questo CubeSat trasporta 3 strumenti:
1. Il Suprathermal Ion Spectrograph (SIS), costruito dal Southwest Research Institute, per rilevare e caratterizzare le particelle solari a bassa energia;
2. Il Miniaturized Electron and Proton Telescope (MERiT), costruito dal Goddard Space Flight Center, riporterà valori riguardanti le particelle solari ad alta energia;
3. Il Vector Helium Magnetometer (VHM), costruito dal Jet Propulsion Laboratory, misurerà la potenza e la direzione dei campi magnetici.